# Харакири (филм)
Харакири (јап. 切腹) је јапански историјски драмски филм из 1962. године, режисера Масакија Кобајашија. Прича се одвија између 1619. и 1630. године током Едо периода и владавине Токугава шогуната. Радња прати ронина Ханшира Цугума, који тражи да изврши сепуку (харакири) на имању локалног феудалца, користећи прилику да објасни догађаје који су га натерали да затражи смрт пред публиком самураја. Филм и дан данас наставља да добија похвале критичара, а многи га сматрају једном од најбољих самурајских филмова икада снимљених.

## Радња
Едо, 1630. године. Цугумо Ханширо стиже на имање клана Ији и открива им да жели да изврши сепуку у дворишту палате. Да би га одвратио, Саито Кагеју, даимјоов виши саветник, прича Ханшироу причу о другом ронину, Чиџиви Мотомеу − који је био из истог клана као и Ханширо.
Саито се презриво подсећа праксе ронина који траже прилику да почине сепуку на земљи клана, надајући се да ће бити одбијени и да ће им бити дата милостиња. Мотоме је стигао у палату неколико месеци раније и упутио је исти захтев као Ханширо. Бесни због све већег броја „самоубилачких блефова”, три највиша самураја у клану − Јазаки Хајато, Кавабе Уменосуке и Омодака Хикокуро − убедили су Саита да примора Мотомеа да одржи обећање и убије се. Након прегледа Мотомеових мачева, утврђено је да су његове оштрице направљене од бамбуса. Бесни што би један самурај „заложио своју душу”, кућа Ији приморала је Мотомеа да исече утробу сопственим бамбусовим сечивом, чинећи његову смрт спором, мучно болном и дубоко понижавајућом.
Упркос овом упозорењу, Ханширо тврди да никада није чуо за Мотомеа и каже да је искрен у жељи да почини сепуку. Баш пред почетак церемоније, од Ханшироа се тражи да именује самураја који ће му одрубити главу када се ритуал заврши. На шок Саита и клана Ији, Ханширо узастопно именује Хајатоа, Уменосукеа и Хикокуроа — тројицу самураја који су принудили Мотомеа на самоубиство. Када су гласници послати да их позову, сва тројица одбијају да дођу, при чему сваки тврди да је превише болестан да би дошао.
Након што их је насмејао називајући бушидо фасадом, Ханширо препричава своју животну причу окупљеним самурајима, почевши од признања да је познавао Мотомеа. Године 1619. Шогун је укинуо његов клан. Његов господар је одлучио да изврши сепуку и, као његов најстарији самурај, Ханширо је планирао да умре заједно са њим. Да би то спречио, Ханшироов најближи пријатељ је заузео његово место, остављајући Ханшироа одговорним за свог сина тинејџера, Мотомеа. Да би издржавао Мотомеа и сопствену ћерку Михо, Ханширо је изнајмио колибу у сиротињским четвртима Едоа, радећи као занатлија за лепезе и кишобране, док је Мотоме постао учитељ. Схвативши љубав између Мотомеа и Михо, Ханширо је организовао њихов брак. Убрзо након тога добили су сина Кинга.
Када је Михо оболела од туберкулозе, Мотоме није могао да поднесе помисао да је изгуби и учинио је све да прикупи новац како би платио лекара. Када се и Кинго разболео, Мотоме је једног јутра отишао, рекавши да планира да подигне кредит од лихвара. Касније те вечери, Хајато, Уменосуке и Хикокуро су донели Мотомеово унакажено тело кући и исмевали његову смрт, након чега су отишли. Неколико дана касније, Кинго је умро, а Михо је изгубила вољу за животом и преминула, остављајући Ханшироа без икога. Завршавајући своју причу, Ханширо објашњава да је његова једина жеља да се придружи Мотомеу, Михо и Кингу у смрти. Објашњава, међутим, да имају пуно право да питају да ли је за њихову смрт задовољена правда. Стога, Ханширо пита Саитоа да ли има било какву изјаву о жаљењу коју би могао пренети Мотомеу, Михо и Кингу. Објашњава да ће, ако Саито то учини, умрети без речи.
Саито одбија то да учини, називајући Мотомеа „изнуђивачем” који је заслужио да умре. Ханширо тада открива последњи део своје приче. Пре него што је дошао на имање Ији, ушао је у траг Хајату и Уменосукеу и одсекао им кике. Хикокуро је тада посетио Ханшироову колибу и, са великим поштовањем, изазвао га на двобој. После кратке, али напете борбе мачевима, Хикокуро трпи двоструку срамоту: његов мач је сломљен, а такође му је отета и кика. Као доказ своје приче, Ханширо вади њихове означене кике из свог кимона и баца их пред себе. Затим се руга клану Ији, говорећи да ако су људи које је понизио прави самураји онда се не би скривали од срамоте. Штавише, он доводи у питање част клана, истичући да они немају право да суде Мотомеу када нису успели да истраже разлог зашто је тражио да почини сепуку.
Пошто је сада веома окаљао образ, побеснели Саито назива Ханшироа лудаком и наређује стражарима да га убију. У жестокој борби, Ханширо убија четворицу самураја, рани осморицу и презриво разбија старински оклоп који симболизује славну историју куће Ији. Коначно, клан сабија Ханшироа у ћошак и спрема се да га убије не мачевима, већ са три пиштоља на фитиљ. Док Ханширо почиње да врши сепуку, истовремено га упуцавају сва тројица наоружаних нападача. Ужаснут да ће клан Ији бити укинут ако се прочује да је „полу изгладнели ронин” убио толико његових присталица, Саито објављује да ће се све смрти које је проузроковао Ханширо објаснити „болешћу”. У исто време, јавља се гласник који извештава да се Хикокуро убио дан раније, док Хајато и Уменосуке још увек глуме да су болесни. Саито љутито наређује да Хајато и Уменосуке буду приморани да изврше сепуку као искупљење за губитак својих кика.
Док се оклоп чисти и поново поставља, сазнаје се за нови додатак у званичним записима куће Ији. Ханширо је проглашен ментално нестабилним, а за њега и Мотомеа је наведено да су умрли од харакирија. Каже се да је Шогун издао личну похвалу господару клана Ији за то како су се његови саветници носили са самоубилачким блефовима Мотомеа и Ханшироа. На крају свог писма, Шогун хвали кућу Ији и њихове самураје као примере бушидоа. Док радници перу крв са земље кланског имања, један од њих проналази одсечени чвор и ставља га у своју радну канту.

## Улоге
| Глумац         | Улога             |
| -------------- | ----------------- |
| Тацуја Накадаи | Цугумо Ханширо    |
| Рентаро Микуни | Саито Кагеју      |
| Акира Исихама  | Чиџива Мотоме     |
| Сима Ивасита   | Цугумо Михо       |
| Тецуро Тамба   | Омодака Хикокуро  |
| Ичиро Накатани | Јазаки Хајато     |
| Масао Мисима   | Инаба Танго       |
| Кеи Сато       | Фукушима Масакацу |
| Јошио Инаба    | Чиџива Џинаи      |
| Јоширо Аоки    | Кавабе Уменосуке  |

## Теме
Када су га питали о теми његовог филма, Кобајаши је изјавио: „Сви моји филмови... баве се отпором укорењеној моћи. О томе је Харакири, наравно, и Побуна. Претпостављам да сам увек изазивао ауторитет”.
Оди Бок описује тему Харакирија као „нехуманост овог захтева за оне који су га се послушно придржавали, и лицемерје оних који су спроводили ову праксу”. Филм не изазива толико праксу сепукуа; него наглашава случај када се то догодило у казненом и лицемерном окружењу. Појмови части и храбрости повезани са тим могу бити лажни фронт, како то протагониста каже, служећи више као средство за очување репутације него за стварно искупљење за злочин или злодела.
Празан оклоп, приказан на почетку, симболизује прошлу славу клана Ији и према њему се односе са поштовањем. Међутим, самураји из куће Ији се понашају као кукавице у борби са Цугумом, који подругљиво покушава да искористи оклоп као штит пре него што га разбије о земљу. Кобајаши овде истиче да се испоставља да је овај симбол војне вештине празан.
Кобајаши такође напада још два важна атрибута самурајског ранга: мач и кику. Чиџива схвата да му мачеви не користе уколико не може да издржава своју породицу и зато их продаје да би платио медицинску негу свог сина. Када се Цугумо освети тројици мушкараца који су били саучесници у Чиџивиној смрти, бира да их лиши њихових кика, а не да их убије. У то време, губљење кика било је исто што и губљење мача, а смрт је сматрана часнијом од такве срамоте. Међутим, само један од тројице самураја, Омодака, заправо почини сепуку, док су друга двојица приморана од стране клана да себи одузму живот. Стога је начин на који се Цугумо свети веома суптилан: он чини да клан поступа по правилима за која тврде да их се придржавају и која су користили да казне Чиџиву.
Дневни запис клана који се појављује на почетку и на крају филма „представља забележене лажи историје”. Цугумова смрт је лажно означена као самоубиство, за тројицу самураја и људе које је убио се каже да су умрли природном смрћу, а не насиљем, а цела прича о његовом изазову клану је гурнута под тепих како би заштитила фасаду „неправедне структуре моћи” коју представља клан Ији.

## Премијера
Харакири је премијерно приказан у Јапану 1962. године. Shochiku Film of America је издао филм са енглеским титловима у Сједињеним Државама у децембру 1963. године.

## Пријем
У савременој рецензији, Monthly Film Bulletin је навео да Кобајашијева „спора, одмерена каденца савршено одговара његовој теми” и да је „сама прича лепо конструисана”. Рецензија је похвалила наступ Тацује Накадаија као „бриљантну изведбу налик Мифунеу” и навела да је филм „повремено био бруталан, посебно у страшној агонији младог самураја са мачем од бамбуса” и да иако су „неки критичари приметили [...] да то што је крвав није најбољи начин да се жали безобзирно крвопролиће, Харакири и даље изгледа сјајно са својим одмереним снимцима праћења, својим спорим зумирањем, својим рефлектујућим снимцима дворишта изнад главе и својом честом непомичном непокретношћу.” Рецензент новина The New York Times, Босли Краутер, није био импресиониран „мученом људском драмом у овом филму”, али је додао да „господин Кобајаши ради одличне ствари са архитектонским композицијама, покретним формама и повремено турбулентним ротацијама фигура које се боре на екрану величине CinemaScope-а. Он постиже неку врсту визуелне хипнотизације која одговара радозналом расположењу из ноћне море”. Сид Корман написао је за Film Quarterly да се „лепота филма чини углавном због Кобајашијеве темељне чврстине концепције и преовлађујућег духа, због ненаметљиве бриге за кинематографске вредности”.
Доналд Ричи назвао га је редитељевим „најбољим филмом” и цитирао је Кобајашијевог ментора Кеисукеа Киношиту који га је сврстао међу пет најбољих јапанских филмова свих времена. Оди Бок је написао: „Харакири избегава сентименталност неких од његових ранијих филмова, као што је Људско стање, кроз нови нагласак на визуелно-аудијну естетику са хладном формалношћу композиција и Такемицуовом електронском партитуром. Али ниједан од Кобајашијевих социјалних протеста није умањен у конструкцији филма – то је кружност налик Мизогучију која горко ускраћује сваку наду у људски напредак”. Роџер Иберт је додао Харакири на своју листу „Сјајних филмова”, написавши у својој рецензији из 2012. године: „Самурајски филмови, као и вестерни, не морају бити познате жанровске приче. Могу се проширити тако да садрже приче о етичким изазовима и људској трагедији. Харакири, један од најбољих од њих је о старијем лутајућем самурају који одвоји време да створи неодговорну дилему за старешину моћног клана. Играјући стриктно у складу са правилима Бушидо кодекса који регулише понашање свих самураја, он намами моћног лидера у ситуацију у којој га чиста огољена логика оставља пониженим пред својим слугама”.
На сајту Rotten Tomatoes, филм има рејтинг од 100% на основу осам критика критичара, са просечном оценом од 7,33/10.

## Награде
Филм је ушао у такмичарску категорију на Филмском фестивалу у Кану 1963. године. Изгубио је Златну палму од Леопарда, али је добио специјалну награду жирија.